# Lebanon (Wisconsin)
Lebanon – jednostka osadnicza w Stanach Zjednoczonych, w stanie Wisconsin, w hrabstwie Dodge.